# Kruisberg (Oudsbergen)
De Kruisberg of Kijktorenberg is een duinheuvel gelegen in het wandelgebied Donderslag op het grondgebied van de Belgische gemeente Oudsbergen. Het is na de Oudsberg de tweede hoogste duin in het natuurgebied Duinengordel.
Deze duinheuvel dankt zijn naam aan een kruisbeeld dat lang op de top heeft gestaan.

## Natuur
Op de Kruisberg groeit een populatie autochtone wintereiken. De eiken werden er vroeger geplant om het stuiven van zand tegen te houden; vandaag zijn er vele eikenhakhoutstoven of strubben (in de volksmond Winterstoven) zichtbaar, deze duiden op een lange aanwezigheid van mensen in dit gebied.
Op de toppen van de Kruisberg bevinden zich verschillende nesten van de rode bosmieren.
Het hele gebied wordt door de Vlaamse overheid bestempeld als ecologisch waardevol.

## Toerisme
Verschillende wandelroutes van het Regionaal Landschap Kempen en Maasland doorkruisen het gebied. In de omgeving van de Kruisberg liggen de Ruiterskuilen, het Turfven en het Zwartven.